# Leonard Joseph Raymond
Leonard Joseph Raymond (* 6. September 1899 in Karatschi, Britisch-Indien; † 1. Februar 1974) war ein indischer Geistlicher und römisch-katholischer Erzbischof von Nagpur.

## Leben
Leonard Joseph Raymond empfing am 3. Oktober 1926 das Sakrament der Priesterweihe. Nach weiterführenden Studien wurde Raymond in den Fächern Katholische Theologie und Kanonisches Recht promoviert.
Am 10. April 1947 ernannte ihn Papst Pius XII. zum Bischof von Allahabad. Der Apostolische Delegat in Indien, Erzbischof Leo Peter Kierkels CP, spendete ihm am 16. Juli desselben Jahres die Bischofsweihe; Mitkonsekratoren waren der Bischof von Bangalore, Thomas Pothacamury, und der Bischof von Mangalore, Vittore Rosario Fernandes.
Papst Paul VI. bestellte ihn am 16. Januar 1964 zum Erzbischof von Nagpur. Leonard Joseph Raymond nahm an allen vier Sitzungsperioden des Zweiten Vatikanischen Konzils teil.